# Campeonato caboverdiano de fútbol 2008
El Campeonato caboverdiano de fútbol 2008 es la 29ª edición desde la independencia de Cabo Verde. Empezó el 10 de mayo de 2008 y terminó el 16 de agosto de 2008. El torneo lo organiza la Federación caboverdiana de fútbol (FCF).
Sporting Clube da Praia es el equipo defensor del título. Un total de 12 equipos participaron en la competición, el campeón de la edición anterior y los campeones de las 11 ligas regionales

## Equipos participantes
- Sporting Clube da Praia campeón del Campeonato caboverdiano de fútbol 2007
- Sport Clube Sal Rei campeón del Campeonato regional de Boavista
- CD Corôa campeón del Campeonato regional de Brava
- Académica do Fogo campeón del Campeonato regional de Fogo
- Académica da Calheta; campeón del Campeonato Regional de Fútbol de Maio
- Académico do Aeroporto campeón del Campeonato regional de Sal
- Solpontense FC campeón del Campeonato regional de Santo Antão Norte
- GDRC Fiorentina campeón del Campeonato regional de Santo Antão Sur
- Desportivo Ribeira Brava campeón del Campeonato regional de São Nicolau
- FC Derby campeón del Campeonato regional de São Vicente
- Scorpion Vermelho campeón del Campeonato regional de Santiago Norte
- AD Bairro subcampeón del Campeonato regional de Santiago Sur

### Información de los equipos
| Equipo                   | Localidad     |
| ------------------------ | ------------- |
| Académica da Calheta     | n/d           |
| Académica do Fogo        | São Filipe    |
| Académico do Aeroporto   | Espargos      |
| AD Bairro                | Praia         |
| CD Corôa                 | n/d           |
| FC Derby                 | Mindelo       |
| Desportivo Ribeira Brava | Ribeira Brava |
| GDRC Fiorentina          | n/d           |
| Sport Clube Sal Rei      | Sal Rei       |
| Scorpion Vermelho        | Santa Cruz    |
| Solpontense FC           | Ponta do Sol  |
| Sporting Clube da Praia  | Praia         |

## Tabla de posiciones
Grupo A
|   | Equipo                      | PJ | PG | PE | PP | GF | GC | DG  | PTS |
| - | --------------------------- | -- | -- | -- | -- | -- | -- | --- | --- |
| 1 | Sporting Clube da Praia (C) | 5  | 4  | 0  | 1  | 15 | 3  | +12 | 12  |
| 2 | Académica do Fogo (C)       | 5  | 3  | 1  | 1  | 9  | 6  | +3  | 10  |
| 3 | Académico do Aeroporto      | 5  | 3  | 1  | 1  | 7  | 5  | +2  | 10  |
| 4 | Sport Clube Sal Rei         | 5  | 1  | 2  | 2  | 5  | 8  | -3  | 5   |
| 5 | Desportivo Ribeira Brava    | 5  | 1  | 1  | 3  | 2  | 6  | -4  | 4   |
| 6 | CD Corôa                    | 5  | 0  | 1  | 4  | 3  | 13 | -10 | 1   |

Grupo B
|   | Equipo               | PJ | PG | PE | PP | GF | GC | DG  | PTS |
| - | -------------------- | -- | -- | -- | -- | -- | -- | --- | --- |
| 1 | FC Derby (C)         | 5  | 5  | 0  | 0  | 14 | 3  | +11 | 15  |
| 2 | AD Bairro (C)        | 5  | 2  | 2  | 1  | 12 | 5  | +7  | 8   |
| 3 | Académica da Calheta | 5  | 2  | 2  | 1  | 8  | 8  | 0   | 8   |
| 4 | Solpontense FC       | 5  | 2  | 0  | 3  | 5  | 7  | -2  | 6   |
| 5 | GDRC Fiorentina      | 5  | 1  | 0  | 4  | 6  | 16 | -10 | 3   |
| 5 | Scorpion Vermelho    | 5  | 0  | 2  | 3  | 2  | 8  | -6  | 2   |

(C) Clasificado

## Resultados
| Sal Rei           | 0 - 1 | Académico Aeroporto | 10 de mayo |
| Sporting Praia    | 2 - 0 | Ribeira Brava       | 10 de mayo |
| Corôa             | 0 - 2 | Académica Fogo      | 8 de junio |
| Derby             | 4 - 1 | Scorpion Vermelho   | 10 de mayo |
| Académica Calheta | 1 - 0 | Solpontense         | 10 de mayo |
| Bairro            | 6 - 1 | Fiorentina          | 8 de junio |

| Académica Fogo      | 4 - 1 | Sal Rei           | 24 de mayo |
| Académico Aeroporto | 1 - 3 | Sporting Praia    | 24 de mayo |
| Ribeira Brava       | 1 - 0 | Corôa             | 25 de mayo |
| Scorpion Vermelho   | 0 - 0 | Bairro            | 24 de mayo |
| Fiorentina          | 2 - 3 | Académica Calheta | 24 de mayo |
| Solpontense         | 0 - 1 | Derby             | 15 de mayo |

| Sal Rei           | 2 - 1 | Sporting Praia      | 31 de mayo |
| Académica Fogo    | 2 - 1 | Ribeira Brava       | 31 de mayo |
| Corôa             | 1 - 2 | Académico Aeroporto | 1 de junio |
| Bairro            | 3 - 0 | Solpontense         | 31 de mayo |
| Académica Calheta | 1 - 3 | Derby               | 31 de mayo |
| Fiorentina        | 1 - 0 | Scorpion Vermelho   | 31 de mayo |

| Sporting Praia    | 6 - 0 | Corôa               | 14 de junio |
| Académica Fogo    | 1 - 1 | Académico Aeroporto | 14 de junio |
| Ribeira Brava     | 0 - 0 | Sal Rei             | 15 de junio |
| Derby             | 1 - 0 | Bairro              | 14 de junio |
| Fiorentina        | 1 - 2 | Solpontense         | 14 de junio |
| Scorpion Vermelho | canc. | Académica Calheta   | 15 de junio |

| Sporting Praia      | 3 - 0 | Académica Fogo    | 28 de junio |
| Académico Aeroporto | 2 - 0 | Ribeira Brava     | 28 de junio |
| Corôa               | 2 - 2 | Sal Rei           | 29 de junio |
| Derby               | 5 - 1 | Fiorentina        | 28 de junio |
| Solpontense         | 3 - 1 | Scorpion Vermelho | 28 de junio |
| Bairro              | 3 - 3 | Académica Calheta | 5 de junio  |

## Fase Final
|  | Semifinales             | Semifinales             | Semifinales             | Semifinales | Semifinales |   |          | Final    | Final | Final | Final | Final |
|  |                         |                         |                         |             |             |   |          |          |       |       |       |       |
|  | Académica do Fogo       | Académica do Fogo       | 1                       | 1           | 2           |   |          |          |       |       |       |       |
|  | FC Derby                | FC Derby                | 2                       | 3           | 5           |   |          |          |       |       |       |       |
|  |                         |                         |                         |             |             |   | FC Derby | FC Derby | 1     | 0     | 1     |       |
|  |                         | Sporting Clube da Praia | Sporting Clube da Praia | 0           | 3           | 3 |          |          |       |       |       |       |
|  | AD Bairro               | AD Bairro               | 3                       | 0           | 3           |   |          |          |       |       |       |       |
|  | Sporting Clube da Praia | Sporting Clube da Praia | 2                       | 2           | 4           |   |          |          |       |       |       |       |

### Semifinales
| 26 de julio de 2008 | AD Bairro | 3:2 | Sporting Clube da Praia | Estadio de Várzea, Praia |  |

| 26 de julio de 2008 | Académica do Fogo | 1:2 | FC Derby | Estadio 5 de Julho, São Filipe |  |

| 2 de agosto de 2008 | Sporting Clube da Praia | 2:0 | AD Bairro | Estadio de Várzea, Praia |  |

| 2 de agosto de 2008 | FC Derby | 3:1 | Académica do Fogo | Estadio Adérito Sena, Mindelo |  |

### Final
| 9 de agosto de 2008 | FC Derby   | 1:0 | Sporting Clube da Praia | Estadio Adérito Sena, Mindelo |  |
|                     | Nélson 36' |     |                         |                               |  |

| 16 de agosto de 2008 | Sporting Clube da Praia             | 3:0 | FC Derby | Estadio de Várzea, Praia |  |
|                      | Zé di Tchetcha 1' 21' · Platini 64' |     |          |                          |  |

| Campeón Sporting Clube da Praia 7.o título |

## Estadísticas
- Mayor goleada: Sporting Praia 6 - 0 Corôa 14 de junio)